# Вудлейк (Вірджинія)
Вудлейк (англ. Woodlake) — переписна місцевість (CDP) в США, в окрузі Честерфілд штату Вірджинія. Населення — 7493 особи (2020).

## Географія
Вудлейк розташований за координатами 37°25′18″ пн. ш. 77°40′39″ зх. д. / 37.42167° пн. ш. 77.67750° зх. д. (37.421545, -77.677523).  За даними Бюро перепису населення США в 2010 році переписна місцевість мала площу 7,96 км², з яких 6,27 км² — суходіл та 1,68 км² — водойми.

## Демографія
Згідно з переписом 2010 року, у переписній місцевості мешкало 7319 осіб у 2579 домогосподарствах у складі 2164 родин. Густота населення становила 920 осіб/км².  Було 2688 помешкань (338/км²).
Расовий склад населення:
| - 87,9 % — білих - 6,9 % — чорних або афроамериканців - 2,3 % — азіатів - 0,2 % — корінних американців |

До двох чи більше рас належало 2,1 %. Частка іспаномовних становила 3,0 % від усіх жителів.
За віковим діапазоном населення розподілялося таким чином: 28,0 % — особи молодші 18 років, 63,9 % — особи у віці 18—64 років, 8,1 % — особи у віці 65 років та старші. Медіана віку мешканця становила 40,5 року. На 100 осіб жіночої статі у переписній місцевості припадало 93,7 чоловіків;  на 100 жінок у віці від 18 років та старших — 90,1 чоловіків також старших 18 років.
Середній дохід на одне домашнє господарство  становив 109 962 долари США (медіана — 95 326), а середній дохід на одну сім'ю — 120 453 долари (медіана — 108 006). За межею бідності перебувало 1,6 % осіб, у тому числі 0,0 % дітей у віці до 18 років та 1,4 % осіб у віці 65 років та старших.
Цивільне працевлаштоване населення становило 4125 осіб. Основні галузі зайнятості: освіта, охорона здоров'я та соціальна допомога — 25,4 %, роздрібна торгівля — 13,2 %, науковці, спеціалісти, менеджери — 12,8 %.